# أكمة الاحناس (ذي السفال)
اكمه الاحناس (ذي السفال)

تعديل مصدري - تعديل

اكمه الاحناس محلة تابعة لقرية الجامع، التابعة لعزلة الوحص بمديرية ذي السفال إحدى مديريات محافظة إب في الجمهورية اليمنية، بلغ تعداد سكانها 21 حسب تعداد اليمن لعام 2004.